# (412616) 2014 OG101
(412616) 2014 OG101 es un asteroide perteneciente al Cinturón exterior de asteroides, descubierto el 25 de febrero de 2010 por Wide-field Infrared Survey Explorer desde el telescopio espacial Wide-Field Infrared Survey Explorer (WISE), Estados Unidos.

## Designación y nombre
Designado provisionalmente como 2014 OG101.

## Características orbitales
(412616) 2014 OG101 está situado a una distancia media del Sol de 3,206 ua, pudiendo alejarse hasta 3,845 ua y acercarse hasta 2,567 ua. Su excentricidad es 0,199 y la inclinación orbital 28,196 grados. Emplea 2096,73 días en completar una órbita alrededor del Sol.
Pertenece a la familia de asteroides de (31) Euphrosyne.

## Características físicas
La magnitud absoluta de (412616) 2014 OG101 es 16,14. Tiene 3,418 km de diámetro.